# Llorenç Matamala
Llorenç Matamala i Piñol (San Fructuoso de Bages, 1856 - Barcelona, 29 de julio de 1927) fue un escultor español. 

## Biografía

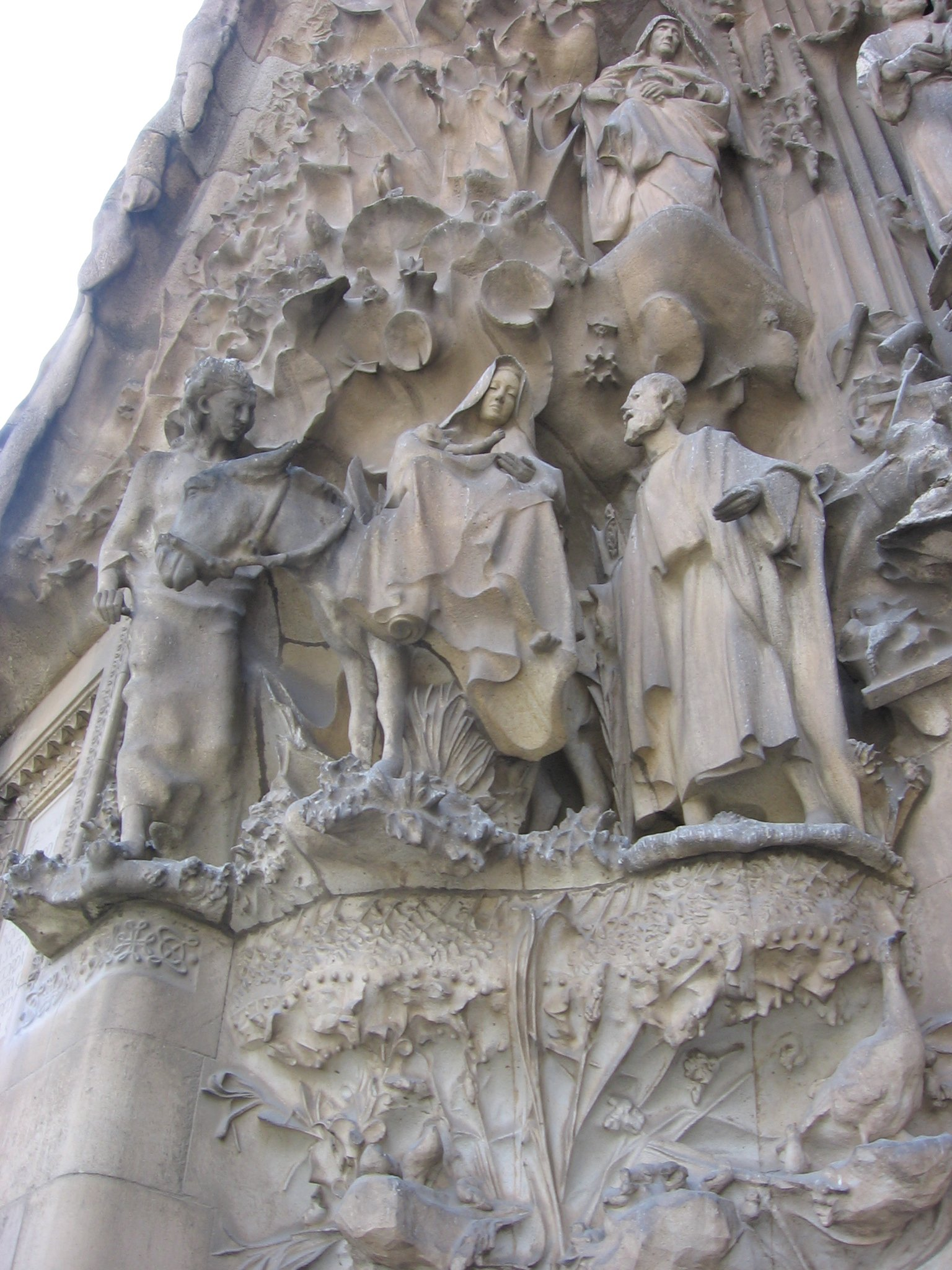
Huida a Egipto, fachada del Nacimiento de la Sagrada Familia.

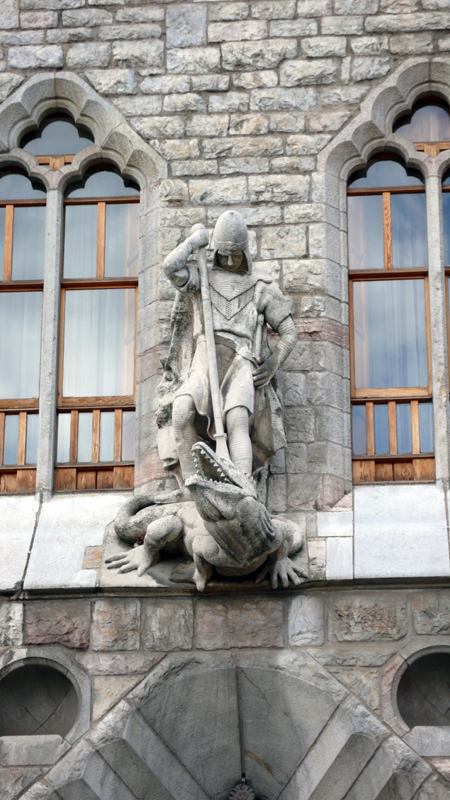
San Jorge y el dragón, Casa Botines, León.

De joven se trasladó a Manresa, donde fue aprendiz de picapedrero y conoció al escultor Joan Flotats, del que fue discípulo. En 1875 se estableció en Barcelona, y estudió en la Escuela de la Llotja, donde fue alumno de Venancio Vallmitjana, Antonio Caba y Claudio Lorenzale. Poco después estableció un taller propio en la calle de la Cendra n.º 10, al lado del taller de forja y carpintería de Eudald Puntí, del que era cliente Antoni Gaudí. Desde entonces Gaudí y Matamala desarrollaron una gran amistad y una fructífera relación profesional.
En colaboración con Puntí, Matamala efectuó numerosas obras diseñadas por Gaudí, como la mesa de escritorio del arquitecto (1878), la vitrina de la guantería Comella (1878), las farolas de la plaza Real (1879), el quiosco para la visita de Alfonso XIII a Comillas (1881) y la baranda de la glorieta del monumento a Aribau en el parque de la Ciudadela (1822), donde esculpió las cabezas de león de la verja.
Cuando en 1883 Gaudí se hizo cargo de las obras de la Sagrada Familia, nombró a Matamala jefe del equipo de modelistas, que se encargó de la decoración escultórica del templo, siguiendo las directrices marcadas por Gaudí. Sus primeros modelos en el templo expiatorio fueron las figuras de reptiles y batracios para los contrafuertes del ábside. En 1892, a la muerte de José María Bocabella, fundador de la Sagrada Familia, se encargó de confeccionar su máscara mortuoria, que sirvió al pintor Aleix Clapés para efectuar su retrato. También en 1892 confeccionó la escultura de San Jorge y el dragón para la casa Botines proyectada por Gaudí en León; el propio Matamala sirvió de modelo para el molde de la figura del santo, mientras que el dragón era un modelo de reptil utilizado para el ábside de la Sagrada Familia. Igualmente, posó de modelo para diversas figuras del templo gaudiniano, situado en un conjunto de cuatro espejos que ofrecían diversas perspectivas, que eran recogidas en fotografías.
Tras las figuras del ábside, Matamala realizó las esculturas del portal del Rosario del claustro del templo, terminado en 1898. Después pasó a modelar los diversos grupos escultóricos que figuran en la fachada del Nacimiento, con bocetos de yeso que luego eran pasados a la piedra. El propio Matamala ejecutó las figuras de la Muerte de los Santos Inocentes, La huida a Egipto y los Ángeles trompeteros, además de diversas figuras de animales y plantas. El resto fue elaborado posteriormente por otros artífices, la mayoría por su hijo Joan. Algunas de ellas, dañadas en 1936, fueron posteriormente restauradas por el escultor japonés Etsuro Sotoo.
En 1910 Matamala elaboró la maqueta a escala 1:25 de la fachada del Nacimiento para la exposición dedicada a Gaudí celebrada en el Grand-Palais de París. También realizó la maqueta a escala de todo el templo (1916), así como de la fachada de la Gloria (1921).
Llorenç Matamala casó con Catalina Flotats, hija de su antiguo maestro, con la que fue padre del también escultor Joan Matamala, quien le sucedió al frente del taller escultórico de la Sagrada Familia. Tuvo otras tres hijas: Josefa, Teresa y Rosa. La familia Matamala tenía una gran relación con Gaudí: el arquitecto comía a menudo con ellos, y Llorenç solía acompañarlo a su casa del parque Güell, donde en numerosas ocasiones pernoctaba. En 1925 Matamala sufrió una hemiplejía, al tiempo que se le diagnosticó un cáncer de nariz. Durante su convalecencia Gaudí le acompañó gran parte del tiempo, incluso cambió su residencia y pasó a vivir en la misma Sagrada Familia, cerca de la casa del escultor. Falleció el 29 de julio de 1927, y fue enterrado en el cementerio de San Gervasio.